# CERS Cup
Der CERS Cup ist ein internationaler Wettbewerb für Rollhockey. Der Wettbewerb ist zu vergleichen mit der Fußball-UEFA Europa League. Er wurde 1980/81 zum ersten Mal ausgetragen. Erfolgreichste Mannschaften sind der spanische Verein HC Liceo La Coruña und der italienische H Novara mit jeweils drei Erfolgen. Dieser Wettbewerb ist eine Domäne der Vereine aus Spanien, Italien und Portugal. Der Gewinner des CERS Cup tritt im CERH Continental Cup gegen den Sieger der CERH European League an.

## Sieger
- 1980/81: Grupo Desportivo de Sesimbra (Portugal)
- 1981/82: HC Liceo La Coruna (Spanien)
- 1982/83: Amatori Vercelli (Italien)
- 1983/84: Sporting CP (Portugal)
- 1984/85: H Novara (Italien)
- 1985/86: CP Tordera (Spanien)
- 1986/87: Amatori Lodi (Italien)
- 1987/88: Amatori Vercelli (Italien)
- 1988/89: H Monza (Italien)
- 1989/90: H Seregno (Italien)
- 1990/91: Sport Lisboa e Benfica (Portugal)
- 1991/92: H Novara (Italien)
- 1992/93: H Novara (Italien)
- 1993/94: FC Porto (Portugal)
- 1994/95: Óquei Clube de Barcelos (Portugal)
- 1995/96: FC Porto (Portugal)
- 1996/97: União Desportiva Oliveirense Oliveira de Azeméis (Portugal)
- 1997/98: Club Esportiu Noia Sant Sadurni d´Anoia (Spanien)
- 1998/99: HC Liceo La Coruna (Spanien)
- 1999/00: Clube Desportivo Paço d'Arcos (Portugal)
- 2000/01: CP Vic (Spanien)
- 2001/02: CP Voltregá (Spanien)
- 2002/03: Reus Alnimar Deportiu (Spanien)
- 2003/04: Reus Alnimar Deportiu (Spanien)
- 2004/05: H Follonica (Italien)
- 2005/06: FC Barcelona Hoquei (Spanien)
- 2006/07: Club Patí Vilanova i la Geltrú (Spanien)
- 2007/08: CP Tenerife (Spanien)
- 2008/09: CH Mataró (Spanien)
- 2009/10: HC Liceo La Coruna (Spanien)
- 2010/11: Sport Lisboa e Benfica (Portugal)
- 2011/12: H Bassano (Italien)
- 2012/13: CE Vendrell (Spanien)
- 2013/14: Club Esportiu Noia (Spanien)
- 2014/15: Sporting CP (Portugal)
- 2015/16: Óquei Clube de Barcelos (Portugal)
- 2016/17: Óquei Clube de Barcelos (Portugal)
- 2017/18: Lleida Llista Blava (Spanien)
- 2018/19: Lleida Llista Blava (Spanien)
- 2019/20: Wettkampfabbruch aufgrund der COVID-19-Pandemie
- 2020/21: Lleida Llista Blava (Spanien)
- 2021/22: CP Calafell (Spanien)
- 2022/23: CP Voltregá (Spanien)
- 2023/24: Igualada HC (Spanien)